# Bogaljevići
Bogaljevići su naseljeno mjesto u općini Čajniču, Republika Srpska, BiH. Nalaze se na južnoj obali rječice Janjine, nizvodno od ušća Batkovke kod Međurječja.
Godine 1985. pripojeno je naselju Međurječju (Sl.list SRBiH, br.24/85).

## Stanovništvo
| Narod     | Popis 1961. | Popis 1971. | Popis 1981. |
| --------- | ----------- | ----------- | ----------- |
| Hrvati    |             |             |             |
| Muslimani | 33          | 32          | 28          |
| Srbi      | 2           |             |             |
| ostali    |             |             |             |
| Ukupno    | 35          | 32          | 28          |